# Миометрий
Миометрий — средний слой стенки матки (мышечная оболочка), состоящий в основном из гладкомышечных клеток матки (называемых миоцитами матки), но также из поддерживающих стромальную и сосудистую ткань. 
Его основная функция — вызывать сокращения матки. Частота и амплитуда этих сокращений меняется в зависимости от наличия в организме таких гормонов, как эстроген, прогестерон и окситоцин, которые появляются в организме женщины в определенные моменты менструального цикла и во время беременности.

## Строение
Миометрий располагается между эндометрием (внутренним слоем стенки матки) и серозной оболочкой или периметрием (наружным слоем матки).
У не приматов миометрий состоит из двух отдельных слоев: внешнего продольного слоя и внутреннего кругового слоя. Однако у человека субструктура миометрия не так хорошо определена, поскольку возникла новая структура, называемая субэндометриальным слоем миометрия, также называемая сочленением эндометрия и миометрия.
Внутренняя треть миометрия (называемая соединительным или субэндометриальным слоем) происходит из мюллерова протока, в то время как внешний, более преобладающий слой миометрия происходит из немюллеровой ткани и является основным сократительным элементом. ткани во время родов и аборта. Соединительный слой функционирует как круговой мышечный слой, обладающий перистальтической и антиперистальтической активностью, эквивалентный мышечному слою кишечника.

## Мышечная структура
Молекулярная структура гладкой мускулатуры миометрия очень похожа на структуру гладкой мускулатуры в других частях тела, при этом миозин и актин являются преобладающими белками. В гладких мышцах матки актина примерно в 6 раз больше, чем миозина. Сдвиг в экспрессии миозина в гладких мышцах матки может быть ответственным за изменения направления сокращений матки во время менструального цикла.

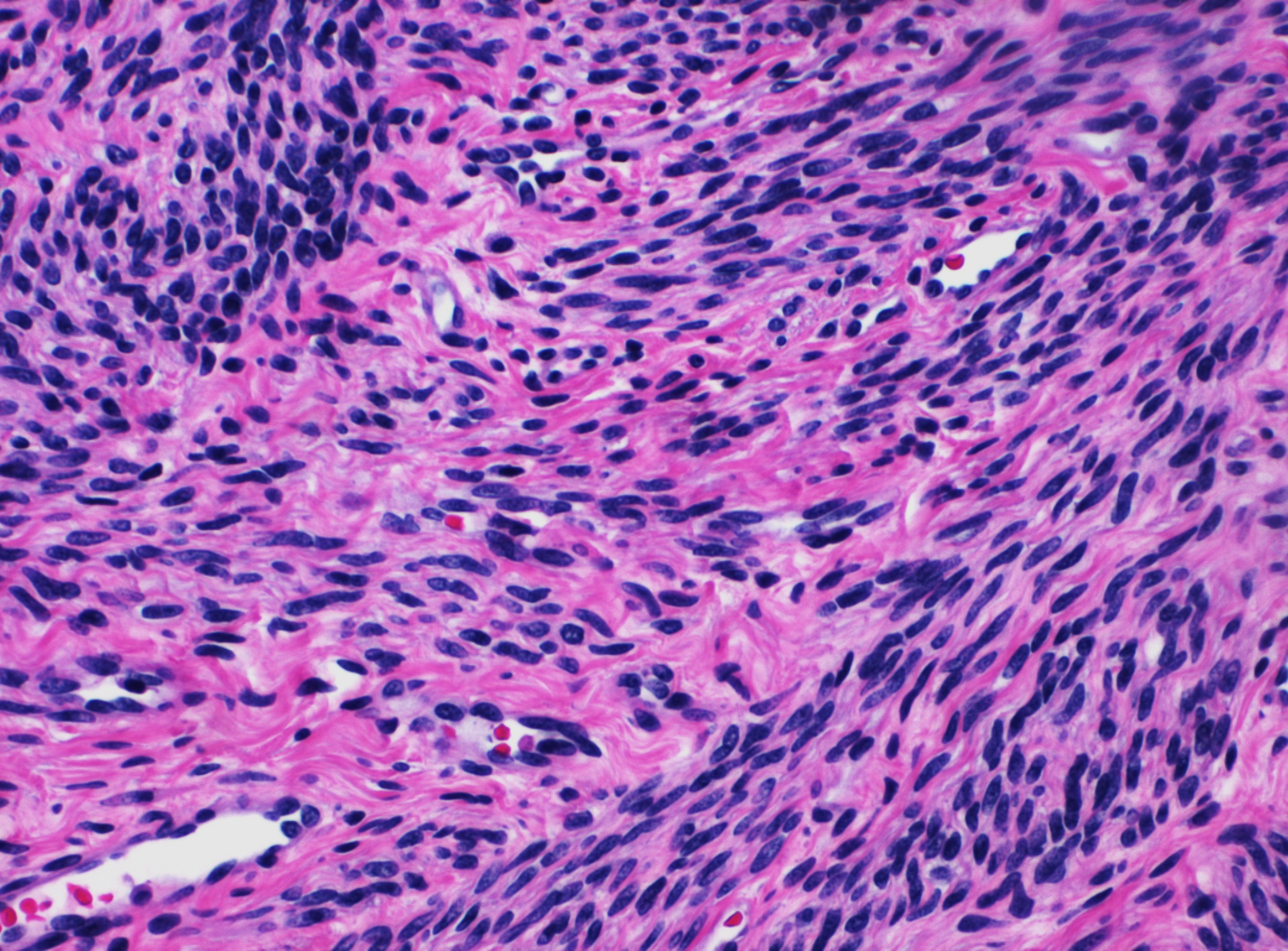
Миометрий женской матки в постменопаузальный период, окрашенный гистологический препарат
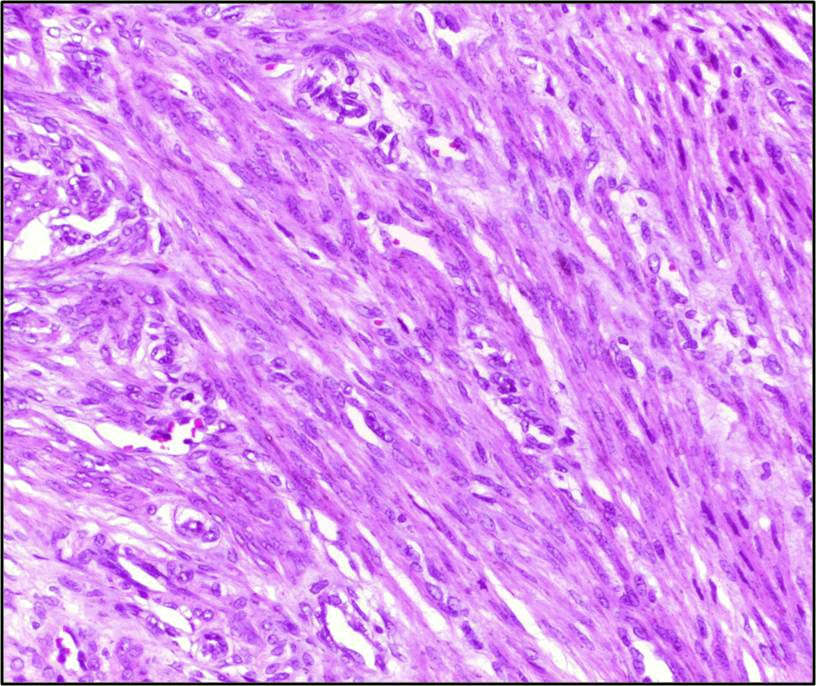
Физиологическая гипертрофия миометрия беременной женщины, гистологический препарат при 10-кратной оптической микроскопии

## Функции

### Сокращение
Миометрий растягивается (гладкомышечные клетки увеличиваются как в размере, так и в количестве) во время беременности, позволяя матке в несколько раз увеличиваться по сравнению с внебеременными размерами, и сокращается скоординированным образом благодаря положительному эффекту обратной связи на Рефлекс Фергюсона в процессе родов.
После родов миометрий сокращается, чтобы выдавить плаценту, и пересекающиеся волокна среднего слоя сжимают кровеносные сосуды, чтобы минимизировать кровопотерю. Положительным преимуществом раннего грудного вскармливания является стимуляция этого рефлекса для уменьшения дальнейшей кровопотери и облегчения быстрого возврата к тонусу матки и брюшных мышц перед беременностью.

### Состояние покоя
Мембранный потенциал покоя (Vrest) гладких мышц матки составляет от −35 до −80 мВ.
Этот потенциал покоя подвергается ритмическим колебаниям, которые были названы медленными волнами, и отражают внутреннюю активность медленных волновых потенциалов.

### Возбуждение-сокращение
Связь возбуждения и сокращения гладких мышц матки также очень похожа на взаимодействие других гладких мышц в целом, с внутриклеточным увеличением кальция (Ca2+), ведущим к сокращению.

### Восстановление в состоянии покоя
Удаление Ca2+ после сокращения вызывает расслабление гладких мышц и восстанавливает молекулярную структуру саркоплазматического ретикулума для следующего сократительного стимула.